# ディ・フェアヴァルトゥング
Template:Dieser Artikel
ディ・フェアヴァルトゥング（Die Verwaltung）は、「行政法と行政学のための雑誌」という副題を持つ、ドイツの行政法および行政学の専門誌であり、1968年に創刊された 。創刊以来1974年に亡くなるまで、著名な行政法学であるエルンスト・フォルストホフによって編集されていた。 
現在の編集者は、ヴィルフリート・ベルク、ステファン・フィシュ、ヨハネス・メイジング、マティアス・ルフェルト、フリードリヒ・ショッホ、ヘルムート・シュルツェ・フィリッツである。Duncker＆Humblot出版社から四半期ごとに700部発行されている。 

## リンク
- Duncker＆Humblotの本誌のページ